# Czas bohaterów
Czas bohaterów (ang. Age of Heroes) – brytyjski film wojenny z gatunku dramat z 2011 roku w reżyserii Adriana Vitorii. Wyprodukowana przez wytwórnię Metrodome Distribution.
Premiera filmu odbyła się 20 maja 2011 w Wielkiej Brytanii. Zdjęcia do filmu zrealizowano w Norwegii w Ålgård i Rogaland.

## Fabuła
Akcja filmu rozgrywa się podczas II wojny światowej. Tajny brytyjski oddział podejmuje się trudnej misji. Major Jack Jones (Sean Bean) i jego koledzy mają przedrzeć się do okupowanej Norwegii, aby przechwycić nowoczesne radary znajdujące się w rękach Niemców. Powodzenie operacji może przyspieszyć klęskę Hitlera.

## Obsada
Źródło: Filmweb
- Sean Bean jako major Jack Jones
- Izabella Miko jako Jensen
- Danny Dyer jako Rains
- Guy Burnet jako Riley
- Aksel Hennie jako Steinar
- Rosie Fellner jako Sophie Holbrook
- Ewan Ross jako Gable
- James D’Arcy jako Ian Fleming
- Sebastian Street jako pułkownik Archer
- William Houston jako Mac
- John Dagleish jako Roger Rollright
- Daniel Brocklebank jako sierżant Hamilton
- Lee Jerrum jako Dobson